# Luis Alberto Mendizábal Barrutia
Luis Alberto Mendizábal Barrutia (* 1940) ist ehemaliger Verwaltungsjurist, Rechtsanwalt und Unternehmer in Guatemala. Mendizábal ist seit 1972 Importeur von Herrenbekleidung und Eigentümer der Boutique Emilio in der Zona 10 von Guatemala-Stadt.

## Leben
Luis Mendizábal studierte an der California Polytechnic State University Produktdesign.
Anfang Juni 1980 versorgte Mendizábal Mitglieder einer Todesschwadron um Roberto D’Aubuisson Arrieta aus El Salvador in Guatemala mit Polizeidienstausweisen und vermittelte Kontakte zum Director der Policía Nacional, Germán Chupina Barahona (* 1920; † 17. Februar 2008) und Mario Sandoval Alarcón, Gründer des Movimiento de Liberación Nacional, MLN und vom 1. Juli 1974 bis zum 30. Juni 1978 Stellvertreter von Kjell Eugenio Laugerud García.
In einem Interview im Zusammenhang mit dem Caso Rosenberg erklärte Mendizábal, die ARENA wäre in seiner Boutique gegründet worden.
Am 9. Mai 1989 versuchten Mendizábal und Mario David García mit den Oficiales de la Montaña einen Militärputsch gegen Marco Vinicio Cerezo Arévalo.
Mendizábal war Mitglied des G2 und Sicherheitsberater von Präsident Álvaro Arzú Irigoyen. Unter dessen Regierung vom 14. Januar 1996 bis zum 14. Januar 2000 gründete er das Oficinita („kleines Büro“).
Auch für die folgenden drei Regierungen in Guatemala war Mendizábal ein unverzichtbarer Sicherheitsberater. Mendizábal wirkte an Entführungen und Morden sowie bei Kontakten zwischen Opfern, Militärstrukturen und Institutionen der Justiz mit. Bei mindestens zwei Gerichtsurteilen gelang es ihm, die Wahrheit zu verschleiern, wodurch für einige Täter in Guatemala die Straflosigkeit fortbesteht.
Mendizábal war die rechte Hand von General Marco Tulio Espinoza, dem Verteidigungsminister im Kabinett von Präsident Arzú vom 30. Juni 1999 bis zum 14. Januar 2000.
Mendizábal war im Strafprozess wegen extralegaler Hinrichtung an Juan José Gerardi Conedera der Rechtsbeistand von Jose Obdulio Villanueva, der am 12. Februar 2003 bei einem Gefängnisaufstand geköpft wurde. Mendizábal entwickelte in diesem Verfahren die Hypothese von einer nichtstaatlichen organisierten Verbrecherbande, der sogenannten Valle del Sol Gang. Um diese These zu stützen, organisierte  Mendizábal im Spätsommer 1998 eine Reise von Blanca Lidia Contreras nach Guatemala, damit diese vor dem Staatsanwalt als Zeugin aussagen konnte.
Unter der Regierung von Pollo Ronco vom 14. Januar 2000 bis zum 14. Januar 2004 wurde Mendizábal Leiter der Direccion General de Migracion.
Nachdem am 18. Februar 2007 drei Abgeordnete der Zentralamerikanischen Parlamentes der Partei ARENA mit ihrem Fahrer gefoltert und angezündet worden waren, war Mendizábal mit dem Fall befasst. Innerhalb von zwei Tagen waren verdächtige Polizisten in Haft und bei einem Überfall auf das Gefängnis ermordet worden.
Anfang Juni 2009 erstattete Gregorio Valdez O’Connell eine Anzeige gegen Mendizábal wegen Vortäuschen einer Straftat und Unterlassen der Anzeige einer Straftat.